# 김채희
김채희(1960년 1월 15일 ~ )는 대한민국의 가수이다.

## 경력
- 명성화학 대표이사

## 음반
- 2011년 3월 10일 I`m Waiting For You
- 2012년 6월 26일 Sad Movie
- 2013년 10월 15일 별 / 고마운 당신
- 2015년 3월 2일 꿀물사랑
- 2016년 3월 23일 호강시켜 준다고 / 늘 내곁에